# نجوى إبراهيم
نجوى إبراهيم (28 أبريل 1946 -)، ممثلة ومذيعة مصرية.

## عن حياتها
حصلت علي شهادة الثانوية العامة المصرية من مدرسة مصر الجديدة الثانوية بنات.
بدأت كمذيعة في التلفزيون العربي في القاهرة عام 1965. كانت متزوجة من مروان كنفاني، الأخ الشقيق للأديب الفلسطيني غسان كنفاني.
أولت العمل الإعلامي التليفزيوني اهتماما أكبر فعملت في التليفزيون المصري في التليفزيون العربي، قدمت مجموعة من البرامج التليفزيونية منها"6/6"، «صباح الخير يا مصر»، «اخترنا لك» و«فكر ثواني واكسب دقايق» الذي استمر ونال نجاحا لأكثر من خمس سنوات متتالية. أهم أعمالها هما برنامجي «صباح الخير» و«مساء الخير» اللذان قدمتهما مع «بقلظ» ولذلك يعرفها المصريون وأطفال جيل الثمانينات وأوائل التسعينات باسم «ماما نجوى».
وفي عام 1998 تولت رئاسة قناة النيل للاسرة والطفل، ثم عملت لاحقاً في قناة دريم كما رفضت عرضا من قناة روتانا للعمل بدلا من هالة سرحان ، ومن برامجها الشهيرة «فرح كليب» و«الحياة»، وتعمل حالياً في برنامج «بيت العائلة» على قناة النهار.

## أعمال فنية

### السينما
في السينما قدمت 12 فيلما سينمائيا وبرزت في فترة السبعينيات في عدة أفلام وكان أول أفلامها فيلم الأرض إخراج يوسف شاهين العام 1970 ثم فيلم فجر الإسلام للمخرج صلاح أبو سيف ثم العذاب فوق شفاه تبتسم للمخرج حسن الإمام ثم فيلم الرصاصة لا تزال في جيبي إخراج حسام الدين مصطفى عام 1974، تلاه حتى آخر العمر إخراج أشرف فهمي وكلاهما عن حرب أكتوبر 1973 وفيلم خائفة من شئ ما إخراج يحيى العلمي والمدمن إخراج يوسف فرنسيس والسادة المرتشون إخراج علي عبد الخالق،

### المسلسلات
قدمت عدد من المسلسلات منها مسلسل استعراضي للأطفال وهو أجمل الزهور عام 1984 وعواصف النساء عام 2005 وقيود من نار عام 2007 ثم أستاذ ورئيس قسم عام 2015.

### بقلظ
بقلظ شخصية عرائس للأطفال كان يقدمها التلفزيون المصري في الثمانيات والتسعينات من القرن الماضى وكان يظهر بصحبة المذيعة نجوى إبراهيم في برنامج عصافير الجنة وتلاه برنامج «صباح الخير» وكان يقوم بأداء صوت الشخصية الممثل الراحل سيد عزمي

## وصلات خارجية
- نجوى إبراهيم على موقع IMDb (الإنجليزية)
- نجوى إبراهيم على موقع الدهليز
- نجوى إبراهيم على موقع قاعدة بيانات الأفلام العربية
- نجوى إبراهيم على موقع ديسكوغز (الإنجليزية)
- نجوى إبراهيم على موقع قاعدة بيانات الفيلم (الإنجليزية)